# مسرح الباليه الأمريكي
مسرح الباليه الأمريكي (بالإنجليزية: American Ballet Theatre)‏ تأسس في مدينة نيويورك وكانت واحدة من أوائل مدارس الباليه في القرن العشرين.
واصلت تقدمها لتصبح من أشهر مدارس رقص الباليه في العالم اليوم. وهناك ثلاث مستويات في داخل مدرسة المسرح الأمريكي للرقص: جسم الباليه "Corps de ballet"، السولسيت "Soloist" وهو الراقص أو الراقصة الرئيسية ضمن المجموعة السابقة، الراقصة أو الراقص الرئيسي "Premier danseur"
تأسست المدرسة في العام 1937، "كباليه موردكين" نسبة لراقص الباليه الروسي "ميخايل موردكين"، وفي العام 1940 أعيد تسميتها باسم "مسرح الباليه "Ballet Theatre" بإدارة الراقصة الأمريكية لوسيا تشايس (1907-1986).
في العام 1956 أعيد تسميتها باسمها الحالي "American Ballet Theatre". تقدم تلك الفرقة عروضها فوق خشبة مسرح أوبرا ميتروبوليتان في مركز لينكلون للفنون في نيويورك.
في العام 1960 صارت تلك الفرقة أول فرقة فنية أمريكية تقدم عرضا في الاتحاد السوفييتي.

## طالع أيضًا
- ميستي كوبلاند

## روابط خارجية
- مسرح الباليه الأمريكي على موقع الموسوعة البريطانية (الإنجليزية)
- مسرح الباليه الأمريكي على موقع ميوزك برينز (الإنجليزية)
- مسرح الباليه الأمريكي على موقع قاعدة بيانات برودواي على الإنترنت (الإنجليزية)